# Lethrus substriatus
Lethrus substriatus är en skalbaggsart som beskrevs av Ernst Gustav Kraatz 1883. Lethrus substriatus ingår i släktet Lethrus och familjen tordyvlar. Inga underarter finns listade i Catalogue of Life.